# Mouzon (Maas)
Der Mouzon ist ein gut 63 km langer Fluss in Frankreich, der in der Region Grand Est verläuft. Er ist ein rechter und südsüdöstlicher Nebenfluss der Maas.

## Geographie

### Verlauf
Der Mouzon entspringt im Gemeindegebiet von Serocourt, entwässert anfangs in westlicher Richtung, dreht dann aber auf Nord und mündet nach rund 63 Kilometern bei Neufchâteau als rechter Nebenfluss in die Maas. 
Auf seinem Weg berührt der Mouzon die Départements Vosges und Haute-Marne.

### Zuflüsse
| Name                        | GKZ      | Lage   | Länge in km | EZG in km² | MQ in m³/s | Mündung                                      | Mündungshöhe in m |
| --------------------------- | -------- | ------ | ----------- | ---------- | ---------- | -------------------------------------------- | ----------------- |
| Ruisseau de Boene           | B1000650 | rechts | 005,1000    |            |            | zwischen Villotte und Martigny-les-Bains     | 34500000          |
| Le Petit Mouzon             | B1010300 | links0 | 008,1000    | 0025,0000  | 0000,300   | südwestlich von Villotte                     | 34000000          |
| Ruisseau de Romain-Aux-Bois | B1020490 | links0 | 007,3000    |            |            | westlich von Rocourt                         | 33500000          |
| Ruisseau de l'Arlembouchet  | B1020650 | links0 | 006,6000    |            |            | westlich von Rocourt                         | 33400000          |
| Ruisseau de Sauville        | B1030440 | rechts | 008,4000    |            |            | südlich von Vrécourt                         | 32300000          |
| Ruisseau de Grandru         | B1040320 | links0 | 007,3000    |            |            | zwischen Soulaucourt-sur-Mouzon und Vrécourt | 31700000          |
| Ruisseau de la Prairie      | B1040510 | links0 | 006,8000    |            |            | westlich von Soulaucourt-sur-Mouzon          | 31600000          |
| Ruisseau de Boisdeville     | B1050320 | rechts | 005,1000    |            |            | westlich von Outremécourt                    | 31500000          |
| Anger                       | B10-0210 | rechts | 027,9000    | 0124,0000  | 0001,380   | südlich von Circourt-sur-Mouzon              | 30300000          |
| Ruisseau le Bani            | B1090310 | rechts | 011,7000    | 0037,7000  | 0000,430   | westlich von Certilleux                      | 29300000          |
| Le Mouzon                   | B10-0200 |        | 063,3000    | 0414,9000  | 0004,760   | in Neufchâteau                               | 27500000          |

Anmerkungen zur Tabelle
1. ↑  Längenangaben nach SANDRE, Einzugsgebiete und Abflusswerte nach Débits caractéristiques du Mouzon
2. ↑  Ruisseau de Boene bei SANDRE (französisch)
3. ↑  Le Petit Mouzon bei SANDRE (französisch)
4. ↑  Ruisseau de Romain-Aux-Bois bei SANDRE (französisch)
5. ↑  Bezeichnung Ruisseau des Prés des Vaux beim Géoportail
6. ↑  Ruisseau de l'Arlembouchet bei SANDRE (französisch)
7. ↑  Ruisseau de Sauville bei SANDRE (französisch)
8. ↑  Ruisseau de Grandru bei SANDRE (französisch)
9. ↑  Ruisseau de la Prairie bei SANDRE (französisch)
10. ↑  Ruisseau de Boisdeville bei SANDRE (französisch)
11. ↑  Anger bei SANDRE (französisch)
12. ↑  Ruisseau le Bani bei SANDRE (französisch)
13. ↑  Die Daten des Mouzon zum Vergleich

### Orte am Fluss
Die Orte am Fluss sind Martigny-les-Bains, Rozières-sur-Mouzon, Vrécourt, Soulaucourt-sur-Mouzon, Circourt-sur-Mouzon und Neufchâteau.

## Hydrologie
An der Mündung des Mouzon in die Maas beträgt die mittlere Abflussmenge (MQ) 4,76 m³/s; sein Einzugsgebiet umfasst 414,9 km²
Am Pegel Circourt-sur-Mouzon beträgt im langjährigen Mittel (1968–2020) die Abflussmenge 4,47 m³/s, das Einzugsgebiet umfasst hier mit 405 m² etwa 97,6 % des Gesamteinzugsgebietes.
Die Abflusswerte schwanken im Laufe des Jahres recht stark. Die höchsten Wasserstände werden in den Wintermonaten Dezember bis Februar gemessen. Ihren Höchststand erreicht die Abflussmenge mit 9,32 m³/s im Februar. Von Februar an geht die Wasserführung rasch zurück und erreicht ihren niedrigsten Stand im August mit 0,63 m³/s und steigt danach ab Oktober wieder kontinuierlich an.